# Scènes de la vie future
Scènes de la vie future est un récit de Georges Duhamel publié au Mercure de France en 1930. Ce récit constitue l'un des plus importants succès littéraires de Duhamel auprès du public et influencera de nombreux auteurs quant à la description des États-Unis de l'entre-deux-guerres. Il est dédié à Alfred Vallette, fondateur du Mercure de France, qui lui avait confié la rubrique poésie de la revue en 1912.

## Résumé
Ce livre est le récit par Georges Duhamel de son voyage aux États-Unis réalisé à la fin de l'année 1929, deux années après son voyage en URSS dont il tirera également un livre de témoignage. 
L'arrivée de Duhamel sur le nouveau continent se fait par La Nouvelle-Orléans, puis il réalise une remontée des États-Unis le long du Mississippi, un long séjour à Chicago puis à New York. Tout au long de son voyage, l'auteur est guidé par ses hôtes qui l'emmènent dans divers lieux et lui présentent les différentes facettes du pays, notamment son industrie en plein essor (usines automobiles et abattoirs Swift & Company), ses réalisations architecturales et moyens de transport (l'Elevated de Chicago), ainsi que les activités culturelle, sportive, et cinématographique. Duhamel tout au long de ce périple, bien qu'il reconnaisse le dynamisme et l'ingéniosité technique des Américains, est horrifié par la société de consommation qui se présente sous ses yeux, dénuée pour lui d'âme et d'attraits, où seuls l'argent, le gain de temps, la production de masse, la publicité, et les règles morales puritaines (le voyage se déroule en pleine prohibition) sont les fondements de la civilisation américaine. Sous la forme de courts chapitres dédiés chacun à un aspect de cette vie qu'il découvre – et qu'il pressent devoir inexorablement s'imposer à terme en Europe –, Duhamel décrit avec un ton ironique et acerbe cette société américaine où l'Homme s'efface derrière la machine et le profit, au prix de son asservissement.

## Réception
Scènes de la vie future connaît une réception publique particulièrement importante puisque à la fin août 1930 le Mercure de France en tire déjà la 150e édition. Par ailleurs, l'Académie française décerne à Duhamel en juin 1930 un prix exceptionnel pour cet ouvrage.
Cependant, de nombreuses critiques, concernant ce que certains ont perçu en France comme de l'antiaméricanisme, ont conduit Duhamel à devoir préciser son point de vue en y revenant longuement dans l'introduction de Géographie cordiale de l'Europe, précisant ses craintes et son rejet de l'américanisation de la société française qu'il craint irrépressible, rappelant que les aspects positifs de ce pays ne sauraient selon lui cacher ses importants défauts qu'il décrit dans son récit, en particulier les excès du rationalisme, de la standardisation et du machinisme,,. Durant l'entre-deux-guerres cet ouvrage alimenta de part et d'autre de l'Atlantique ce que Duhamel appela la « querelle du Machinisme » et fut utilisé comme « vade mecum » nourrissant les positions d'intellectuels anti-américains. Pierre Assouline voit même dans la parution de ces deux récits l'un des éléments fondateurs de « la naissance du sentiment antiaméricain en France ».

## Influence
Ce récit de Georges Duhamel fut utilisé par Hergé pour se documenter sur le mode de vie et la société américaine lors de l'écriture de Tintin en Amérique en 1932,,, notamment quant à la ville de Chicago et ses abattoirs. De même, Louis-Ferdinand Céline, qui a lui aussi lu Scènes de la vie future, s'en est également inspiré – parfois fortement, quelques fois en en prenant le contre-pied – pour écrire des passages de son premier roman Voyage au bout de la nuit (1932) se déroulant aux États-Unis,. Sont particulièrement concernées les descriptions des jambes des femmes américaines et la scène de descente dans les toilettes publiques près du pont de Brooklyn qui se retrouvent toutes deux chez Céline.

## Éditions
- Scènes de la vie future, Mercure de France, Paris, 1930.
- Scènes de la vie future, illustré de 30 bois gravés originaux de Guy Dollian, coll. « Le livre de demain » no 139, Arthème Fayard & Cie Éditeurs, Paris, juillet 1934.
- Scènes de la vie future, éditions Mille et une nuits, no 414, 2003  (ISBN 2-84205-739-2).
- (en) America: the Menace; Scenes from the Life of the Future, trad. Charles Miner Thompson, Houghton Mifflin Co., Boston-New York, 1931 (OCLC 326801).
- (de) Spiegel der Zukunft, trad. Käthe Rosenberg, éd. Fischer, Berlin, 1931 (OCLC 247350405).
- (nl) Toekomst, trad. Peter Mourits, éd. Querido, Amsterdam, 1931 (OCLC 64477885).
- (da) Red dig Europa! : Scener af Fremtidens Liv, trad. Axel Broe, éd. Haase og Søn, 1931 (OCLC 465793933).
- (sv) Scener ur framtidens liv, trad. Gunnar Löwegren, éd. Framtiden, Malmö, 1931.
- (cs) Obrazy z budoucího života, trad. František Kovárna, éd. Spolek výtvarných umělců Mánes, 1931 (OCLC 29997474).
- (ja) 恫喝者アメリカ / Dōkatsusha amerika, trad. Kihara Tadao, éd. Shōwa, Tokyo, 1942 (OCLC 672421584).